# Stoney Squaw Mountain
Stoney Squaw Mountain är ett berg i Kanada.   Det ligger i provinsen Alberta, i den centrala delen av landet, 3 000 km väster om huvudstaden Ottawa. Toppen på Stoney Squaw Mountain är 1 895 meter över havet, eller 195 meter över den omgivande terrängen. Bredden vid basen är 2,2 km.
Terrängen runt Stoney Squaw Mountain är bergig åt sydväst, men åt nordost är den kuperad.Runt Stoney Squaw Mountain är det ganska tätbefolkat, med 52 invånare per kvadratkilometer.. Närmaste större samhälle är Banff, 2,8 km söder om Stoney Squaw Mountain. 
I omgivningarna runt Stoney Squaw Mountain växer i huvudsak barrskog.